# Inga japurensis
Inga japurensis är en ärtväxtart som beskrevs av Terence Dale Pennington. Inga japurensis ingår i släktet Inga och familjen ärtväxter. Inga underarter finns listade i Catalogue of Life.